# Кларк, Саймон (велогонщик)
Саймон Кларк (англ. Simon Clarke, род. 18 июля 1986 в Мельбурне, Австралия) — австралийский профессиональный трековый и шоссейный велогонщик, выступающий с 2016 года за команду «EF Pro Cycling». Победитель горной классификации Вуэльты Испании 2012 года.

## Достижения

### Трек
2004
1-й  - Чемпион мира среди юниоров в командной гонке преследования
2006
1-й  Чемпион Австралии среди юниоров в мэдисоне

### Шоссе
2005
5-й на Gran Premio Industrie del Marmo
8-й на Melbourne to Warrnambool Classic
10-й на Giro delle Regioni - ГК
2006
1-й на этапе 4 Вуэльта Наварры
2007
2-й на Gran Premio Industrie del Marmo
3-й на Down Under Classic
3-й на GP Liberazione
2008
1-й  Чемпион Австралии Групповая гонка U23
1-й на этапе 4 Тура Японии
1-й на San Vendemiano
2-й на GP Capodarco
2-й на Trofeo Alcide Degasperi
2-й на La Côte Picarde
7-й на Trofeo Città di Castelfidardo
2009
8-й на Trofeo Laigueglia
8-й на Gran Premio dell'Insubria-Lugano
8-й на Туре Британии - ГК
2010
4-й на Гран-при Индустрия & Артиджанато ди Ларчано
2011
7-й на Giro del Friuli
7-й на Ваттенфаль Классик
10-й на Гран-при Квебека
2012
Вуэльта Испании
1-й  в ГрК
1-й на этапе 4
 самый агрессивный гонщик на этапе 20
2-й на Туре Норвегии - ГК
2-й на Гран-при Ругаланна
5-й на Туре дю От-Вар - ГК
2013
Тур де Франс
1-й на этапе 4 (ТTT)
 Приз самому агрессивному гонщику на этапе 3
7-й на Чемпионате мира в групповой гонке
2014
1-й  на Геральд Сан Тур - ГК
1-й на этапе 2
4-й на Гран-при города Камайоре
 Приз самому агрессивному гонщику на этапе 12 Тур де Франс
2015
Джиро д'Италия
1-й на этапе 1 (ТTT)
 лидер в ГК после этапа 4
2-й на Кэдел Эванс Грейт Оушен Роуд
10-й на International Road Cycling Challenge
2016
1-й на Гран-при Индустрия & Артиджанато ди Ларчано
2017
6-й на Гран-при Индустрия & Артиджанато ди Ларчано
2018
1-й на этапе 5 Вуэльта Испании
8-й Вуэльта Андалусии
2019
2-й Тур Прованса
1-й  Очковая классификация
8-й Тиррено — Адриатико
8-й Страде Бьянке
9-й Милан — Сан-Ремо
| ГК  | Генеральная классификация |
| ГрК | Горная классификация      |

### Гранд-туры
| Гранд-тур       | 2012 | 2013 | 2014 | 2015 | 2016 | 2017 | 2018 |
| --------------- | ---- | ---- | ---- | ---- | ---- | ---- | ---- |
| Джиро д’Италия  | —    | —    | —    | 63   | 67   | —    | —    |
| Тур де Франс    | —    | 68   | 113  | —    | —    | 86   | 100  |
| Вуэльта Испании | 77   | 69   | 70   | —    | НФ   | 74   | 46   |

| —  | Не участвовал  |
| НФ | Не финишировал |